# 618
| 618                |
| ------------------ |
| Dødsfald - Fødsler |
|                    |

| Gregoriansk kalender | 618 DCXVIII             |
| Ab urbe condita      | 1371                    |
| Armensk kalender     | 67 ԹՎ ԿԷ                |
| Kinesiske kalender   | 3314 – 3315 丁丑 – 戊寅 |
| Etiopisk kalender    | 610 – 611               |
| Jødisk kalender      | 4378 – 4379             |
| Hindukalendere       |                         |
| - Vikram Samvat      | 673 – 674               |
| - Shaka Samvat       | 540 – 541               |
| - Kali Yuga          | 3719 – 3720             |
| Iransk kalender      | 4 BP – 3 BP             |
| Islamisk kalender    | 4 BH – 3 BH             |

Se også 618 (tal)